# Medaglia d'oro dell'Indipendenza
La medaglia d'oro dell'indipendenza è un premio statale del Mali.

## Storia
La medaglia è stata istituita il 31 maggio 1963 per premiare servizi eccezionali verso la formazione dello Stato o dell'Africa in generale.

## Insegne
- Il   nastro è composto da un tricolore verde-giallo-rosso ripetuto per quattro volte.